# Capparidastrum cuatrecasanum
Capparidastrum cuatrecasanum är en kaprisväxtart som först beskrevs av Armando Dugand, och fick sitt nu gällande namn av Cornejo och Iltis. Capparidastrum cuatrecasanum ingår i släktet Capparidastrum och familjen kaprisväxter. Inga underarter finns listade i Catalogue of Life.